# ONE Fight Night 11
ONE Fight Night 11: Eersel vs. Menshikov fue un evento de deportes de combate producido por ONE Championship llevado a cabo el 10 de junio de 2023, en el Lumpinee Boxing Stadium en Bangkok, Tailandia.

## Historia
Una pelea por el Campeonato Mundial de Muay Thai de Peso Ligero de ONE entre el actual campeón Regian Eersel y Dmitry Menshikov se llevó a cabo en el evento.
Una pelea por el Campeonato Mundial de Submission Grappling de Peso Ligero de ONE entre el actual campeón Kade Ruotolo y Tommy Langaker se llevó a cabo en el evento.
Una pelea de kickboxing de peso pluma entre el ex-Campeón Mundial de Kickboxing de Peso Pluma de ONE Superbon Singha Mawynn y el rankeado #5 Tayfun Ozcan se llevó a cabo en el evento.

## Resultados
1. ↑  Por el Campeonato Mundial de Muay Thai de Peso Ligero de ONE.
2. ↑  Por el Campeonato Mundial de Submission Grappling de Peso Ligero de ONE.

## Bonificaciones
Los siguientes peleadores recibieron bonos de $50.000.
- Actuación de la Noche: Regian Eersel, Ilya Freymanov, Superbon Singha Mawynn y Kwon Won Il